# Jozef Vliers
Jozef Vliers (18 de desembre de 1932 - 19 de gener de 1995) fou un futbolista belga.

## Selecció de Bèlgica
Va formar part de l'equip belga a la Copa del Món de 1954.